# WildFly
WildFly (ранее JBoss Application Server или JBoss AS) — сервер приложений с открытым исходным кодом, разработанный одноимённой компанией (JBoss). Как и многие другие открытые программы, разрабатываемые коммерческими организациями, WildFly можно свободно загрузить и использовать, однако поддержка и консультации осуществляются за деньги. Достаточно хорошая реализация принципов Jakarta EE, делает WildFly конкурентом, для аналогичных проприетарных программных решений, таких, как WebSphere или WebLogic.
В качестве контейнера сервлетов, WildFly, использовал Tomcat, разрабатываемый Apache Software Foundation. Кроме того, WildFly, использует Undertow.
В апреле 2006 года компания Red Hat купила компанию JBoss.
Версия 7.1 JBoss Application Server прошла сертификационные испытания на полную поддержку спецификаций стека Java EE 6 Full Profile.
В Wildfly 8.0 сертифицирована поддержка Java EE 7.
В версии 17.0.1 сертифицирована полная поддержка спецификации Jakarta EE 8 (Full Platform)
С версии 18.0.0 сертифицирована полная поддержка спецификации Jakarta EE 8 (Full Platform, Web Profile)
В апреле 2013 года компания Red Hat, чтобы исключить путаницу с коммерческим продуктом JBoss Enterprise Application Platform, решила изменить название свободного сервера приложения JBoss Application Server на WildFly. Как и прежде, WildFly будет представлять собой развиваемый сообществом проект, на основе которого создаётся сертифицированный для Java EE коммерческий продукт JBoss Enterprise Application Platform.